# Emiel Christiaan Henrik Veendorp
Emiel Christiaan Henrik Veendorp (Groningen, 13 maart 1935 - Washington D.C., 19 april 2012) was hoogleraar economie.

## Leven en werk
Veendorp werd geboren in het Nederlandse Groningen als zoon van Pieter Meindert Veendorp en Aukje Veendorp. In 1960 studeerde hij af in wiskunde en economie aan de Rijksuniversiteit Groningen. In 1962 promoveerde hij in Houston aan de Rice University op het proefschrift Decentralization in resource allocation. Daarna werd hij hoogleraar aan de Tulane University in New Orleans, later aan de Clark University in Worcester (Massachusetts). Hij doceerde micro-economie, statistiek en industriële organisatie.
Veendorp publiceerde op het gebied van theoretische zowel als toegepaste micro-economie. Hij had verder zitting in de redactie van de Southern Economic Journal. Hij publiceerde enkele tientallen artikelen in diverse economische vaktijdschriften.
Hij overleed in Washington op 19 april 2012 waarna zijn as verstrooid werd in Princeton (Massachusetts) en Sainte-Foy-de-Longas, Frankrijk, de woonplaats van zijn partner Ingeborg van Achterbergh.